# Maquiladora/IMMEX
Las maquiladoras son instalaciones localizadas en México,  concentradas principalmente cerca de la frontera con los Estados Unidos, las cuales comenzaron como una respuesta económica al incremento del costo de mano de obra que estaba teniendo lugar en los países industrializados. En las maquiladoras, o maquilas, se llevan a cabo procesos industriales o de servicios para las modificaciones, alteraciones o reparación de bienes previamente importados bajo un régimen de importación temporal solo para ser exportados una vez que el proceso ha sido concluido.
En 2006, el Gobierno Mexicano publicó el Decreto para el Fomento de la Industria Manufacturera, Maquiladora y de Servicios de Exportación IMMEX para fortalecer la competitividad en el sector de exportación Mexicano.
De acuerdo con la Secretaría de Economía, el Programa IMMEX consiste en otorgar a los titulares la posibilidad de importar temporalmente libre de impuestos a la importación y del IVA, los bienes necesarios para ser utilizados en un proceso industrial o de servicio destinado a la elaboración, transformación o reparación de mercancías de procedencia extranjera importadas temporalmente para su exportación o a la prestación de servicios de exportación.
Entre los múltiples retos que en la actualidad existen para las empresas que operan o están buscando operar un programa de diferimiento de aranceles en México están el presentar la documentación necesaria ante aduanas, el correcto retorno de mercancías y sobre la base de esto las auditorías que se presentan por parte de la Secretaria de Hacienda, para lo que se debe estar preparado. Como lo establece la ley aduanera en el artículo 59, se deben llevar los sistemas de control de inventarios en forma automatizada.
Una manera de hacerlo es por medio de los llamados servicios en nube, estos se refieren al suministro de un software que, entre otros servicios, permite a clientes almacenar datos desde centros remotos a través de internet. (MFH, 2013)

## Software de Comercio Exterior Mexicano
En estos tiempos de gran competencia en los mercados internacionales, es muy importante que las empresas cuenten con las mejores herramientas que les permitan ser más competitivas, dar seguimientos a inventarios así como del cumplimiento de regulaciones. La idea principal de una solución de un sistema automatizado es el ahorro de tiempo y dinero al administrar las necesidades de las más complicadas operaciones de manufactura y distribución en México. Con un software de comercio exterior mexicano el usuario deberá  tener los siguientes beneficios:
- Eficiencias en Cruces Fronterizos
- Optimización en materia de Impuestos y Aranceles
- Información en Tiempo Real
- Capacidad de conciliar completamente el seguimiento de inventarios
- Manejo de múltiples localizaciones desde un mismo sistema basado en red
- Integración de los eslabones en la cadena de suministros
- Acceso en cualquier momento y lugar

Uno de los principales software diseñados para empresas IMMEX es el que se ha diseñado desde 1996 en la ciudad de Querétaro, por la empresa CAMPA, uno de los principales requisitos que las empresas IMMEx deben de cumplir es contar con un software para el control y administración de los anexos 24 y 30, estos requisitos se pueden llevar a cabo dentro del software Célere Commerce, dentro de las principales funciones que debe de cumplir cualquier software para empresas IMMEx, es Aplicar y desaplicar descargos, Reporte avanzado, notificaciones de control y estatus, ajuste anual para la industria Automotriz, facturación CTMs, en el Anexo 30 debería de integrar generación del reporte  inicial y los reportes de descargos del anexo 30, Informes gráficos, compulsa vs anexo 24 y VUCEM